# Karczma (Tatry)
Karczma – miejsce z trzema źródełkami na północno-zachodnich stokach Upłaziańskiej Kopy w polskich Tatrach Zachodnich. Dawniej należało do Hali Upłaz. Nazwa pochodzi od tego, że pasterze przychodzili tutaj napić się (ale wody). Są to źródełka niewysychające, oprócz nich są tutaj też okresowe niecki wypełnione wodą. Od nazwy tego miejsca utworzono jeszcze nazwy innych obiektów w pobliżu: Rówień nad Karczmą, Karczmarski Przechód, Karczmarski Żleb i Karczemny Komin.
W Karczmie występuje sit trójłuskowy – rzadki gatunek rośliny w Polsce występującej tylko w Tatrach i to w niewielu miejscach